# Achang
Die Achang (auch Ngac'ang oder Maingtha; chinesisch 阿昌族, Pinyin Āchāngzú) sind eine der kleinsten der 55 offiziell anerkannten ethnischen Minderheiten der Volksrepublik China. Nach der letzten Volkszählung im Jahr 2010 zählen sie 39.583 Menschen. Sie leben vor allem in Yunnan, besonders im Autonomen Bezirk Dehong.
Die Achang sprechen eine eigene Sprache, die jedoch keine eigene Schriftumsetzung hat. Häufig werden stattdessen chinesische Schriftzeichen genutzt.
Die Husa Achang (戶撒) aus dem Kreis Longchuan in Dehong sprechen einen etwas anderen Dialekt. Sie sehen sich als eigenständig, doch blieb ihr Versuch in den 1950er Jahren, die Anerkennung als eigenständige Nationalität zu erlangen, erfolglos.
Die Husa sind etwas „chinesischer“ als andere Achang. Beispielsweise sind konfuzianische Ahnentafeln in ihren Häusern häufig zu finden. Die meisten traditionellen Husa glauben an eine Mischung aus Theravada-Buddhismus und Daoismus.

## Verbreitung der Achang auf Provinzebene nach den Daten des Zensus 2010 (Stichtag 1. November 2010)
| Gebiet              | Zahl   | Anteil   |
| ------------------- | ------ | -------- |
| Volksrepublik China | 39.583 | 100,00 % |
| Yunnan              | 38.059 | 096,15 % |
| Guangdong           | 0 623  | 01,57 %  |
| Henan               | 0 148  | 00,37 %  |
| Shandong            | 0 99   | 00,25 %  |
| Jiangsu             | 0 98   | 00,25 %  |
| Zhejiang            | 0 93   | 00,23 %  |
| Fujian              | 0 62   | 00,16 %  |
| Sichuan             | 0 54   | 00,14 %  |
| Shanghai            | 0 51   | 00,13 %  |
| Peking              | 0 28   | 00,071 % |
| VBA                 | 0 28   | 00,071 % |
| Hunan               | 0 26   | 00,066 % |
| Guangxi             | 0 26   | 00,066 % |
| Guizhou             | 0 26   | 00,066 % |
| Anhui               | 0 25   | 00,063 % |
| Jilin               | 0 22   | 00,056 % |
| Chongqing           | 0 19   | 00,048 % |
| Innere Mongolei     | 0 16   | 00,040 % |
| Hebei               | 0 15   | 00,038 % |
| Jiangxi             | 0 14   | 00,035 % |
| Hubei               | 0 12   | 00,030 % |
| Liaoning            | 0 10   | 00,025 % |
| Tianjin             | 0 9    | 00,023 % |
| Xinjiang            | 0 5    | 00,013 % |
| Shanxi              | 0 4    | 00,01 %  |
| Ningxia             | 0 4    | 00,01 %  |
| Heilongjiang        | 0 3    | 00,008 % |
| Shaanxi             | 0 2    | 00,005 % |
| Gansu               | 0 1    | 00,003 % |
| Qinghai             | 0 1    | 00,003 % |
| Hainan              | 0      | 00,00 %  |
| Tibet               | 0      | 00,00 %  |